# یونگ بوکسان
یونگ بوکسان (به لاتین: Eungboksan) یک کوه در کره جنوبی است که در کره جنوبی واقع شده‌است. یونگ بوکسان ۱٬۳۵۹٫۶ متر بالاتر از سطح دریا واقع شده‌است.